# Maasholm
Maasholm (en danois: Masholm) est une commune de l'arrondissement de Schleswig-Flensbourg, Land de Schleswig-Holstein.

## Géographie
À l'embouchure de la Schlei, c'est un lieu de villégiature reconnu. À l'origine, c'était une île ; pour atteindre la commune, il faut franchir un barrage.
Maasholm se situe à 36 km de Schleswig sur la Bundesstraße 199.

## Histoire
Sur l'ancienne île d'Oehe, où est aujourd'hui, il y eut d'abord une colonie viking.
Au XVIIe siècle, est créé un village de pêcheurs qui dut être abandonné après une inondation en 1701 et laissa place à Maasholm.
En 1997, l'ancien espace militaire consacré au lancement de missiles anti-aériens est reconverti en espace naturel protégé.